# Apanteles ione
Apanteles ione är en stekelart som beskrevs av Nixon 1965. Apanteles ione ingår i släktet Apanteles och familjen bracksteklar. Inga underarter finns listade i Catalogue of Life.